# 距离天堂300英里
《距离天堂300英里》（原片名:300 mil do nieba, 英文片名: 300 Miles to Heaven）是一部1989年上映，内容关于1985年发生的真实历史事件的波兰电影。